# Зеленево (Куявсько-Поморське воєводство)
Зеленево (пол. Zieleniewo, нім. Zielau) — село в Польщі, у гміні Ходеч Влоцлавського повіту Куявсько-Поморського воєводства.
Населення — 136 осіб (2011).
У 1975-1998 роках село належало до Влоцлавського воєводства.

## Демографія
Демографічна структура станом на 31 березня 2011 року:
|          | Загалом | Допрацездатний вік | Працездатний вік | Постпрацездатний вік |
| -------- | ------- | ------------------ | ---------------- | -------------------- |
| Чоловіки | 68      | 18                 | 43               | 7                    |
| Жінки    | 68      | 18                 | 33               | 17                   |
| Разом    | 136     | 36                 | 76               | 24                   |